# Tepantzol
Tepantzol är en ort i Mexiko.   Den ligger i kommunen Tlatlauquitepec och delstaten Puebla, i den sydöstra delen av landet, 180 km öster om huvudstaden Mexico City. Tepantzol ligger 1 678 meter över havet och antalet invånare är 451.
Terrängen runt Tepantzol är kuperad söderut, men norrut är den bergig. Runt Tepantzol är det ganska tätbefolkat, med 199 invånare per kvadratkilometer. Närmaste större samhälle är Teziutlan, 14,4 km sydost om Tepantzol. I omgivningarna runt Tepantzol växer huvudsakligen savannskog.